# Agabinae
Agabinae — підродина жуків родини плавунцевих (Dytiscidae). Описано 350 видів.

## Роди
- Agabus
- Agametrus
- Andonectes
- Hydronebrius
- Hydrotrupes
- Ilybiosoma
- Ilybius
- Leuronectes
- Platambus
- Platynectes